# Петро I
Петро I Олексі́йович (рос. Пётр І Алексеевич; 30 травня (9 червня) 1672 Москва, Московське царство — 28 січня (8 лютого) 1725, Санкт-Петербург, Російська імперія) — останній правитель Московського царства (1682—1721) і перший імператор створеної ним Російської імперії (1721—1725). Представник московської династії Романових. Син царя Олексія Михайловича та Наталії Наришкіної. Зійшов на престол після смерті царя Федора. Був співправителем свого брата Івана V. Самостійно правив з 1689 року. Докорінно реформував Московську державу. Орієнтувався на протестантські країни Європи — Голландію і Англію, де побував у 1697—1698 роках. Придушив стрілецькі бунти, створив нову регулярну армію і флот. Провів урядову реформу: сформував Сенат (1711), запровадив колегії (1718—1722), поділив країну на губернії (1708). За наполяганням Феофана Прокоповича прийняв титул імператора (1721), а також ліквідував Московську патріархію (1700), замінивши її Синодом (1721). Збудував Санкт-Петербург (1703), куди переніс столицю (1713). Проводив агресивну зовнішню політику. Взяв участь у Великій турецькій війні, переміг Османів у 1686–1700 рр. й отримав вихід до Азовського моря. Здобув перемогу над Швецією у Великій Північній війні (1700—1721), внаслідок чого закріпився на Балтиці. Придушив антимосковське повстання українського гетьмана Івана Мазепи після чого обмежив самоврядування козацькій Україні. Зазнав поразки у черговій війні з Османами 1710—1713 рр. Заснував Російську академію наук (1724). Одружувався двічі — з Євдокією Лопухіною і Катериною І. Батько російських царевичів Олексія, Олександра, Петра, та царівн Анни, Єлизавети і Наталії. Помер у Санкт-Петербурзі. Похований у Петропавлівському соборі міста.

## Імена
- Петро́ І (рос. Пётр І) — за західною традицією з порядковим номером правителя.
- Петро́ Олексі́йович (рос. Пётр Алексеевич) — з патронімом, за московською традицією іменування монархів
- Петро́ Олексі́йович Рома́нов (рос. Пётр Алексеевич Романов) — повне ім'я і прізвище.
- Петро́ Вели́кий (рос. Пётр Великий) — з прізвиськом, прийнятим у російській історіографії.

## Молоді роки
Молодший син царя Олексія Михайловича від другого шлюбу з Наталією Наришкіною, народився 30 травня 1672 року. У дитинстві Петро отримав домашню освіту, з юних років знав німецьку мову, потім навчався нідерландської, англійської та французької мов. За допомогою палацових майстрів опанував багато ремесел (теслярне, токарне, збройове, ковальське тощо). Майбутній імператор був фізично міцний, рухливий, допитливий і здатний, мав добру пам'ять.

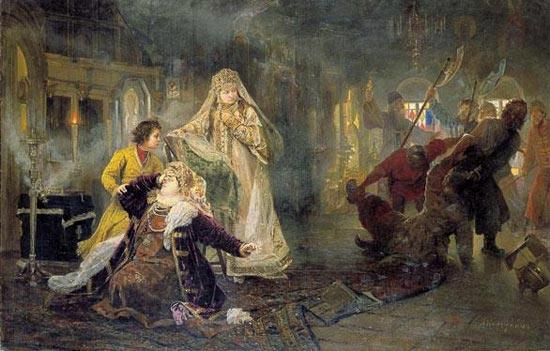
Заколот стрільців 1682 року

У квітні 1682 року Петра звели на престол після смерті бездітного царя Федора Олексійовича в обхід його зведеного старшого брата Івана. Однак сестра Петра та Івана, царівна Софія Олексіївна, і родичі першої дружини Олексія Михайловича, Милославські, використали стрілецький бунт у Москві для палацового перевороту. У травні 1682 року прихильників і родичів Наришкіних убили або заслали, «старшим» царем оголосили Івана, а Петра — «молодшим» царем при правительці — регентці Софії.
За правительки Софії Петро жив у селі Преображенському під Москвою. Тут зі своїх ровесників Петро сформував «потішні полки» — майбутню імператорську гвардію. У ті роки царевич познайомився із сином придворного конюха Олександром Меншиковим, який надалі став «правою рукою» імператора.
У другій половині 1680-х років почалися зіткнення між Петром і Софією Олексіївною, яка прагнула єдиновладдя. У серпні 1689, отримавши звістки про підготовку Софією палацового перевороту, Петро поспішно виїхав із Преображенського до Троїце-Сергієвої лаври, куди прибули вірні йому війська і його прихильники. Озброєні загони дворян, зібрані гінцями Петра Олексійовича, оточили Москву, Софію відлучили від влади і помістили в Новодівочий монастир, її наближені заслані або страчені.

## Самостійне царювання

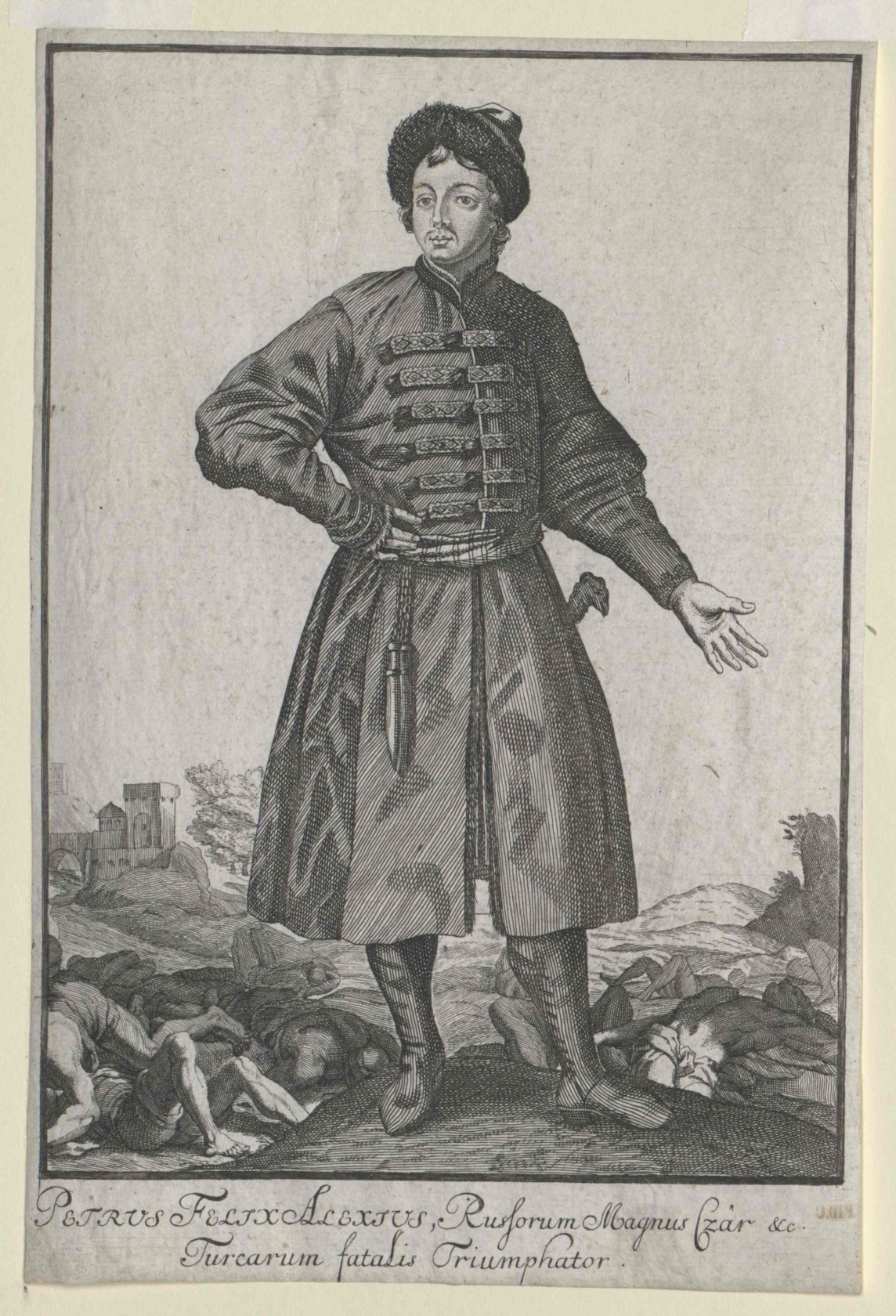
Петро I під час подорожі Європою (1697-98)

Після смерті Івана Олексійовича (1696 рік) став єдинодержавним царем.
Володіючи сильною волею, цілеспрямованістю та великою працездатністю,[джерело?] Петро протягом усього життя поповнював свої знання та навички в різних областях, приділяючи особливу увагу військовій та морській справі. У 1689—1693 роках під керівництвом голландського майстра Тіммермана і московського майстра Карцева Петро вчився будувати кораблі на Переславському озері. У 1697—1698 роках під час першої закордонної поїздки пройшов повний курс артилерійських наук у Кенігсберзі, пів року працював теслею на верфях Амстердама (Голландія), вивчаючи корабельну архітектуру та креслення планів, закінчив теоретичний курс кораблебудування в Англії.
За наказом Петра I за кордоном закуповувалися книжки, прилади, зброя, запрошувалися іноземні майстри та науковці. Петро I зустрічався з Готфрідом Вільгельмом Лейбніцем, Ньютоном та іншими вченими, в 1717 році він був обраний почесним членом Паризької Академії наук.

## Реформи
У роки царювання провів великі реформи, спрямовані на подолання відсталості Московського царства від передових країн Заходу. Перетворення торкнулися усіх сфер суспільного життя. Петро I розширив власницькі права поміщиків над майном і особистістю кріпаків, замінив подвірне оподаткування селян подушним, видав указ про посесійних селян, яких дозволялося купувати власникам мануфактур, практикував масову приписку державних і ясачних селян до казенних і приватних заводів, мобілізацію селян і містян в армію і на будівництво міст, фортець, каналів тощо. Указ про єдинонаслідування (1714 рік) зрівняв помістя і вотчини, надавши їх власникам право передавати нерухоме майно одному з синів, і тим самим закріпив дворянську власність на землю. Табель про ранги (1722 рік) встановив порядок присвоєння чинів у військовій і цивільній службі не за знатністю, а за особисті здібності та заслуги.

### Церковна реформа
Одним із перетворень Петра I була здійснена ним церковна реформа, спрямована на ліквідацію автономної від московської держави церковної юрисдикції та абсолютне підпорядкування московської церковної ієрархії царю.
Для управління майном патріаршого та архієрейських домів, а також монастирів, в тому числі й селян, що їм належали (приблизно 795 тис.) було відновлено Монастирський приказ на чолі з Іваном Мусіним-Пушкіним, який знову став завідувати судом над монастирськими селянами й контролювати прибутки від церковно-монастирських землеволодінь.
У 1701 році вийшла серія указів для реформування управління церковно-монастирськими володіннями та устрою побуту ченців.
У 1721 році Петро затвердив Духовний регламент, складання якого було доручено псковському єпископу, наближеному до царя українцю Феофану Прокоповичу. В результаті відбулась докорінна реформа церкви, що ліквідувала автономію духовенства й цілком підкорила його державі.
Ченців Петро I називав «неробами» і збирався їх змусити служити державі; а указом 28 січня 1723 року постриг у ченці й черниці.

### Урядово-адміністративна реформа
У 1697—1698 роках Петро побував за кордоном (у Німеччині, Нідерландів, Англії), де знайомився з різними сторонами європейського життя, техніки й культури. Реформи державного апарату при Петрі I стали важливим кроком на шляху перетворення московського самодержавства XVII століття в чиновницько-дворянську монархію XVIII століття з її бюрократією та служивими станами.
1700 року Петро змінив систему літочислення: з так званної візантійської ери «від сотворіння світу» до західноєвропейської ери «від Різдва Христового».
1703 року Петро І заклав Санкт-Петербург, який став у 1712 році столицею держави.
У 1708—1709 роках замість повітів, воєводств і намісництв було засновано 8 (потім 10) губерній на чолі з губернаторами. У 1719 році губернії були розділені на 47 провінцій.
1711 року місце Боярської думи зайняв Сенат, новий вищий орган виконавчої і судової влади. Контрольний апарат представляли спочатку «фіскали», а потім прокурори на чолі з генерал-прокурором.
Протягом 1718—1722 років замість московських указів були засновані колегії, кожна з яких відала певною галуззю чи сферою управління і підпорядковувалась Сенату.
1721 року, за наполяганням Феофана Прокоповича Петро І прийняв титул імператора, а Росія була проголошена імперією. Вперше в історії Росії були засновані постійні дипломатичні представництва і консульства за кордоном, скасовані застарілі форми дипломатичних відносин та етикету.
Того ж 1721 року було ліквідовано Московський патріархат, місце якого заступила державна структура — Синод на чолі з Прокоповичем.

### Господарська реформа
Петро І створив єдину систему поміщицького землеволодіння з обов'язковою службою дворянства, запровадив нову систему податків, зокрема так зване подушне, видав указ про посесійних селян, за яким власникам заводів дозволялось купувати кріпаків. Практикував масове приписування селян до казенних і приватних мануфактур, мобілізацію селян і міщан в армію на будівництво мостів, фортець, каналів. Петро І вживав енергійні заходи для розвитку промисловості (металургійної, суднобудівної, текстильної тощо) та торгівлі при участі і контролі держави (система торговельно-промислових монополій, зокрема).
Петро I сприяв піднесенню продуктивних сил країни, заохочував розвиток мануфактур, шляхів сполучення, внутрішньої і зовнішньої торгівлі.

### Освітня реформа

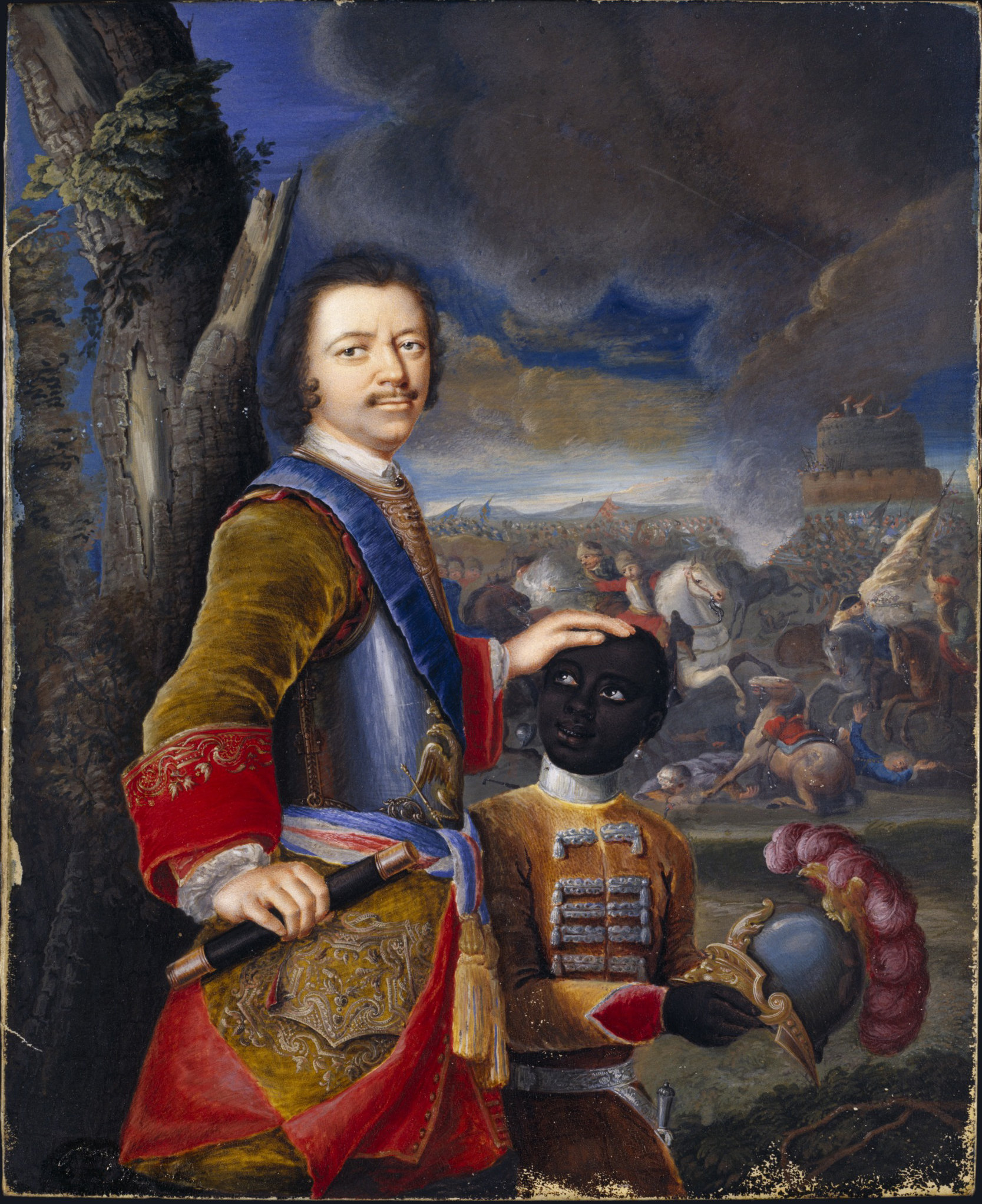
Густав Мардефельд. Московський цар Петро Великий. 1707

Великі реформи Петром I були проведені також в галузі культури і освіти. З'явилася світська школа, була ліквідована монополія духовенства на освіту. Петром I були засновані Пушкарська школа (1699), Школа математичних і навігацьких наук (1701), медико-хірургічна школа; відкрито перший російський загальнодоступний театр. У Санкт-Петербурзі були засновані Морська академія (1715), інженерна та артилерійська школи (1719), школи перекладачів при колегіях, відкрито перший московський музей — Кунсткамеру (1719) з публічною бібліотекою. Водночас суттєво була скорочена Києво-Могилянська академія.
20 грудня 1699 року Петро I видав указ про початок року з 1 січня (замість 1 вересня) і введення Юліанського календаря з літочисленням від Різдва Христового, тим самим відкинувши 5508 років слов'янського літочислення. В указі йшлося про те, що після 31 грудня 1699 настане 1 січня 1700 «від Різдва Господа Бога і спасу нашого Ісуса Христа». Раніше літочислення велося від «Створення світу» у візантійській традиції.
1703 року була надрукована перша книга російською мовою з арабськими цифрами.
1705 року Петро І ввів заборону на носіння «російського і черкеського плаття». Замість нього Петро повелів одягати «верхньосаксонські», а спіднє, черевики, камзоли тощо, — німецькі. Від 1715 року носіння «російського плаття» і борід карається каторгою і конфіскацією майна в царську казну.
1710 року було запроваджено новий алфавіт зі спрощеним зображенням букв, букви «псі», «омега» і деякі інші виключені з алфавіту
За розпорядженням Петра I були проведені експедиції в Середню Азію, на Далекий Схід, до Сибіру та ін, покладено початок систематичному вивченню географії російських територій і картографування.
За Петра І почала виходити перша газета «Ведомости» (1702) і силами європейських вчених у Петербурзі була заснована Академія наук (1724).

### Військова реформа

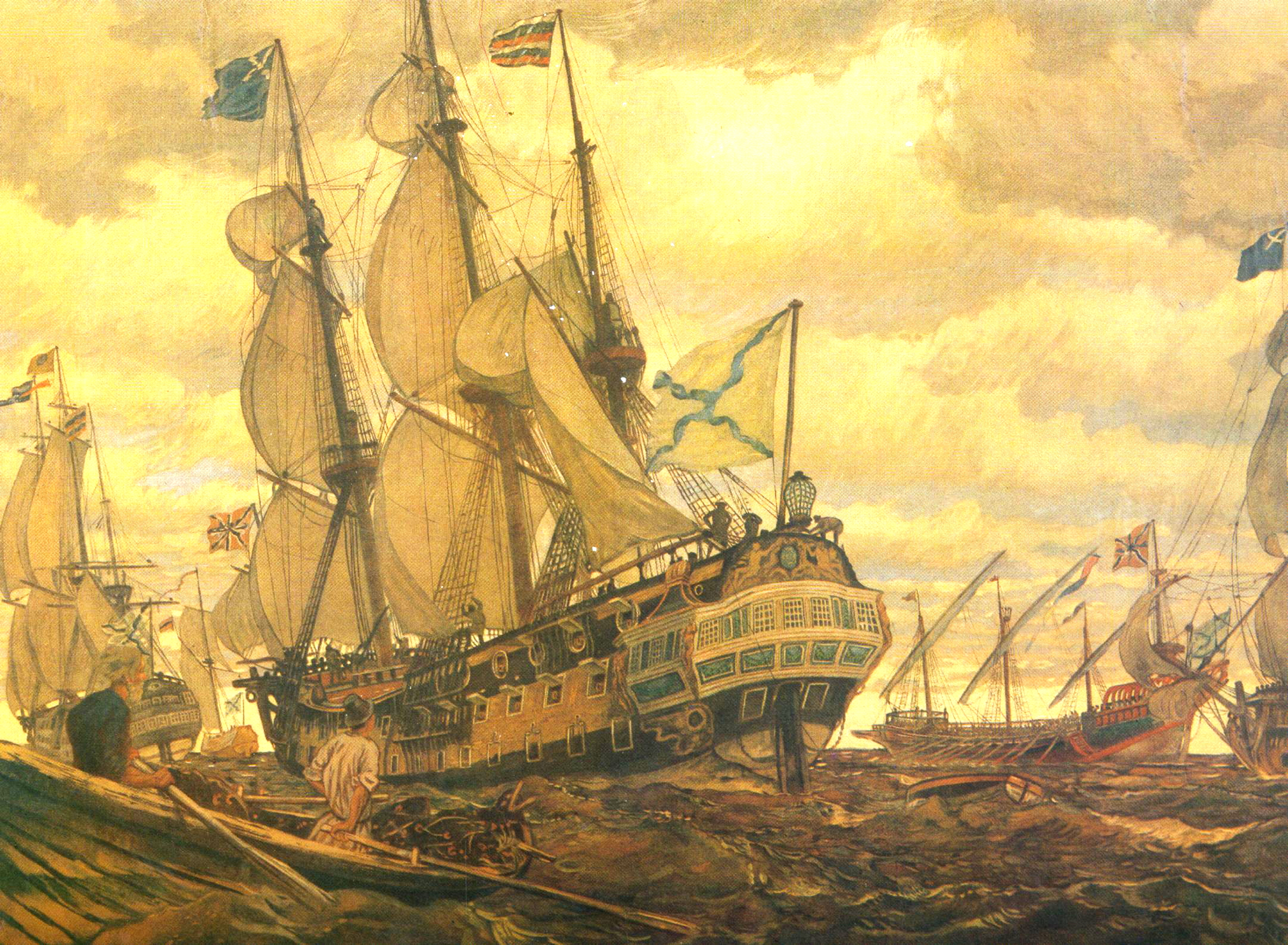
Євген Лансере. «Флот доби Петра І» (1909 рік)

Справою всього його життя було посилення військової потужності Московського царства і підвищення його ролі на міжнародній арені. Йому довелося продовжувати війну з Османською імперією, що почалася в 1686 році, вести багаторічну боротьбу за вихід Московського царства до моря на Півночі та на Півдні. У результаті Азовських походів (1695—1696) московськими військами був зайнятий Азов, і Московське царство вийшло до берегів Азовського моря. У довгій Північній війні (1700—1721 роки) Московське царство під керівництвом Петра I домоглося повної перемоги, отримало вихід до Балтійського моря, що дало йому можливість встановити безпосередні зв'язки із західними країнами. Після Перського походу (1722—1723) до Російської імперії відійшло західне узбережжя Каспійського моря з містами Дербент і Баку.
У роки Північної війни Петро I створив регулярну армію і військово-морський флот. Основою устрою збройних сил стала рекрутська повинність (1705) і обов'язкова військова служба дворян, що одержували офіцерський чин після закінчення військової школи або служби рядовими та сержантами гвардії. Організацію, озброєння та спорядження, правила навчання і тактики, права і обов'язки всіх чинів армії та флоту визначали Військовий статут (1716), Морський статут (1720) і Морський регламент (1722), у розробці яких брав участь Петро I.
Приділяючи багато уваги технічному переозброєнню армії і флоту, Петро I налагодив розробку та виробництво нових типів кораблів, нових зразків гармат і боєприпасів, створив струнку систему базування флоту на Азовському, Балтійському і Каспійському морях. Було збудовано велику кількість гребних і вітрильних суден.
Піклуючись про моральний дух військ, Петро I нагороджував генералів, що відзначилися заснованим ним у 1698 році орденом Святого Андрія Первозванного, солдатів і офіцерів — медалями та підвищенням у чинах (солдат також грошима). У той же час Петро I ввів в армії сувору дисципліну з тілесними покараннями і смертну кару за тяжкі військові злочини.

## Зовнішня політика

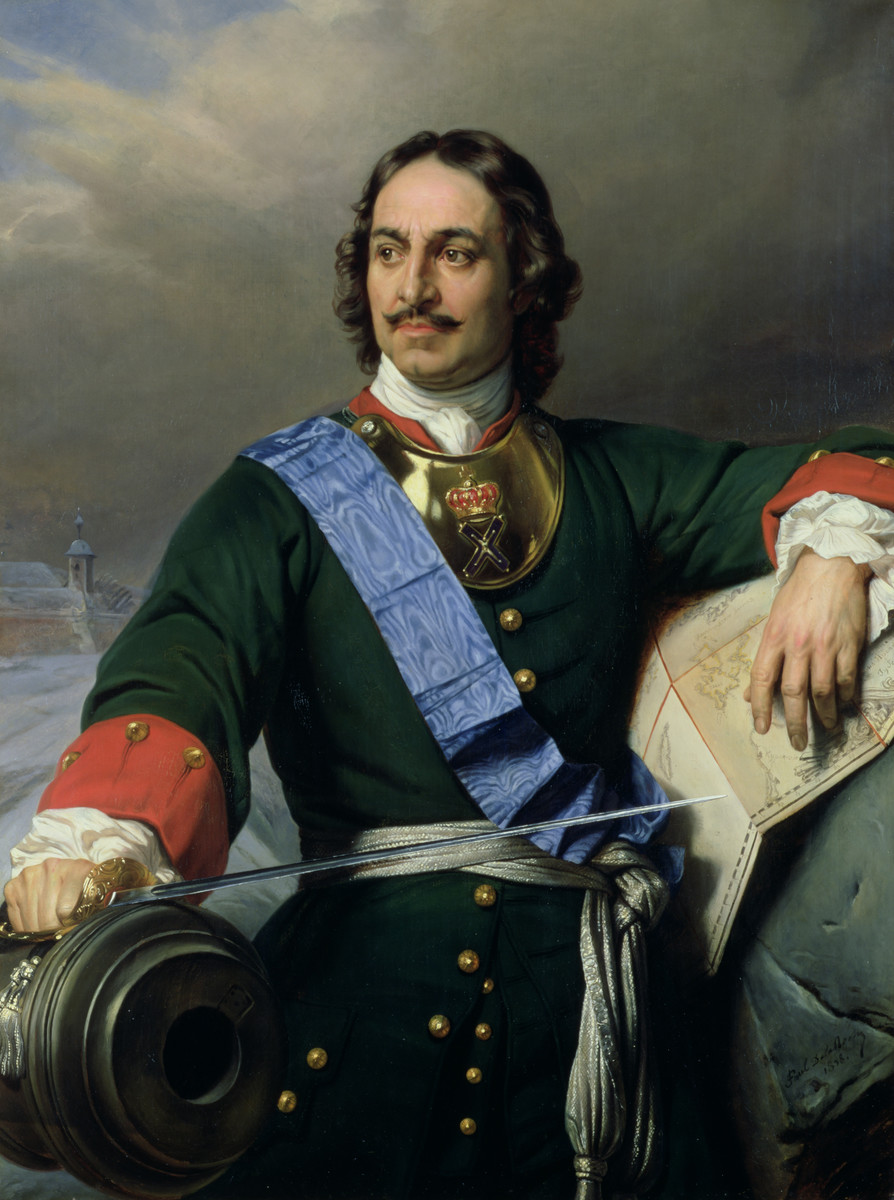
Поль Деларош. Портрет Петра І

Петро проводив широкомасштабну завойовницьку зовнішню політику. Московська держава, експлуатуючи козацькі формування з Малої Русі (України) і Великої Русі (Дону, Яіку, Волги), продовжувала розпочату ще за правління Софії війну з Османською імперією (Кримським ханством і Османською імперією) (Кримські походи 1687 і 1689, Азовські походи 1695-96), що завершилися захопленням північного узбережжя Азовського моря, ліквідацією османсько-татарських фортець у нижній течії Дніпра й скасуванням данини, що її Московське царство до того часу платило Османській імперії (дивись Карловицький конгрес 1696-99 і Константинопольський мир 1700).
Уклавши союз з Данією-Норвегією та польським королем Августом Фредериком, Петро І розпочав Північну війну 1700-21 проти Шведської імперії, в якій українські козацькі формування брали участь як у складі військ короля Швеції Карла XII, так і у складі московських військ. Після відкритої підтримки гетьманом Іваном Мазепою Карла XII, Петро наказав знищити гетьманську столицю — Батурин. Царськими військами, якими керував Олександр Меншиков, було замордовано від 10 до 20 тисяч (за різними даними) місцевих жителів. Північна війна, що тривала з перемінним успіхом, закінчилась Ніштадтський мир 1721, який закріпив за Московським царством колишні шведські володіння в східній Балтиці — Інгерманляндію (з новою столицею царства — Санкт-Петербургом), Естляндію, Ліфляндію, частину Фінляндії і забезпечив Московії вигідне стратегічне становище в Курляндії.
Невдала війна з Османською імперією 1710-11 років, що закінчилась Прутським мирним договором 1711, позбавила Московське царство влади над Україною та його завоювань на Азовському морі. Зате успішна війна з Персією (Іраном) 1722—1723 зміцнила російські позиції на Закавказзі (було приєднано каспійське узбережжя з містами Дербентом і Баку). В області внутрішньої політики Петро І здійснив низку важливих реформ, що мали на меті створення на основі земель колишньої Русі нової імперії — Російської. Для цього планувалася широкомасштабна централізація і розбудова державного апарату, технічна та культурна модернізація.

### Політика щодо України
Він послідовно проводив централізаторську політику обмеження політичної автономії Лівобережної і Слобідської України, зменшуючи козацькі вольності. Зокрема, після смерті Івана Скоропадського козакам було заборонено обирати нового гетьмана, а наказний гетьман Павло Полуботок був усунутий.

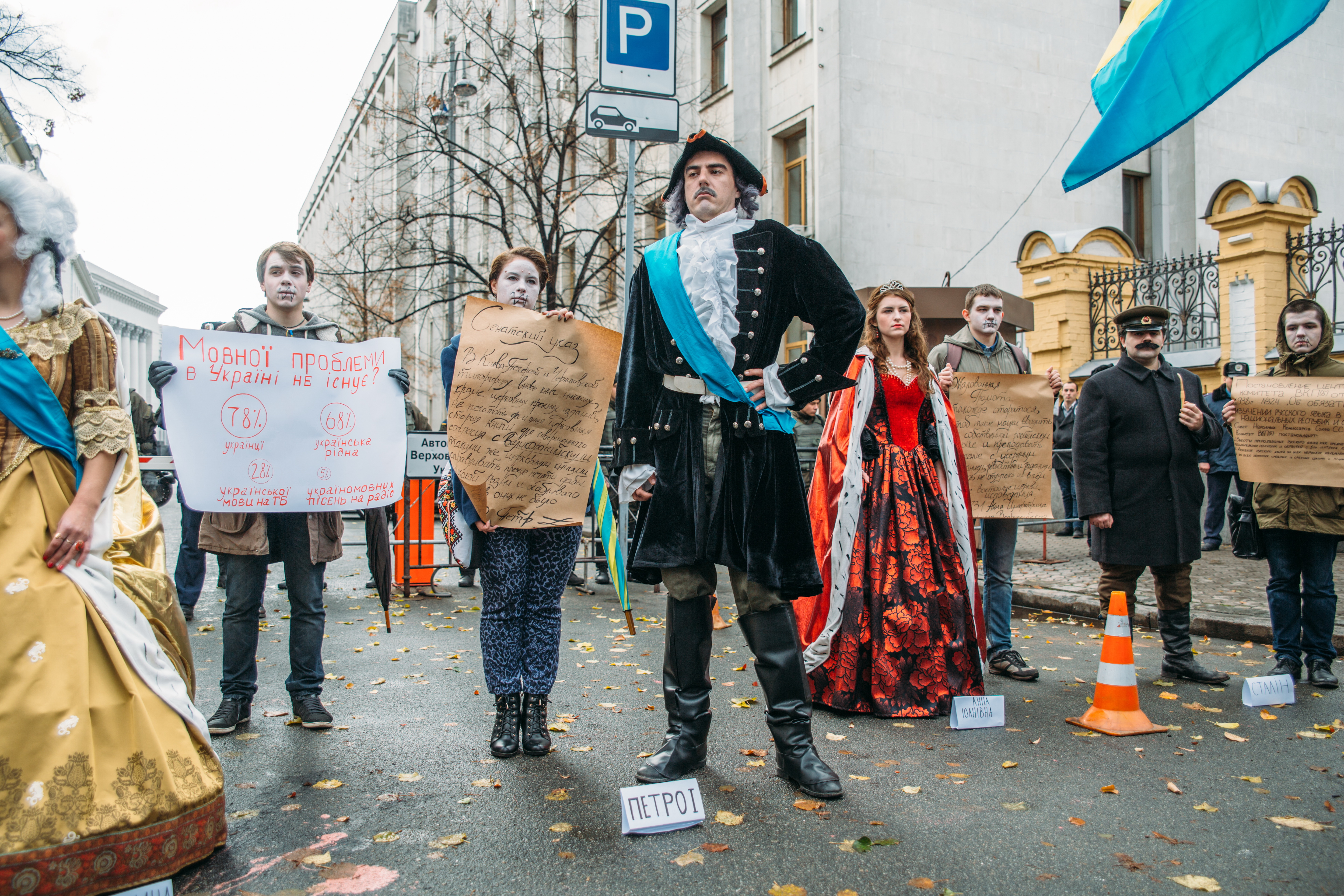
«Петро І» зображений під час вуличного перформансу з-поміж інших російських правителів — душителів української ідентичності (2015 р.)

Після укладення гетьманом І. Мазепою угоди зі Шведською імперією (1708) та шведсько-української поразки у Полтавській битві 1709 за наказом Петра І була зруйнована гетьманська столиця Батурин, а його жителі винищені. За різними оцінками, було вбито понад 14 тисяч жителів Батурина разом із жінками та дітьми. Саме місто після розорення було вщент спалене й зруйноване, включно із церквами, яких у 20-тисячному місті було аж 40, та монастирем. Понад 30 тисяч явних і неявних прихильників Мазепи було посаджено на палю, колесовано, четвертовано, повішено чи страчено іншим чином. Для залякування населення трупи невинно вбитих сплавляли на плотах. 900 мазепинців серед представників старшини засудили до страти, їхню долю намагався полегшити Іван Скоропадський якого Петро І назвав новим Мазепою.
У 1709 році цар Петро І наказав скоротити число студентів Києво-Могилянської академії із двох тисяч до 161-го, а найкращим науково-просвітницьким силам звелів перебратися з Києва до Москви. Зокрема, це Інокентій Гізель[джерело?] (1600—1683), Йоаникій Ґалятовський[джерело?] (1620—1688), Дмитро Туптало, Стефан Яворський, Феофан Прокопович, Симеон Полоцький [джерело?] (1629—1680). Саме вони відіграли визначальну роль у культурному розвитку тодішньої Московії.
У 1711—1712 рр. за наказом Петра І відбулося насильницьке переселення (згін) населення з Правобережної України на Лівобережну та повна ліквідація правобережних козацьких полків. За різними оцінками було переселено від 100 до 200 тис. осіб, тобто майже все населення краю.

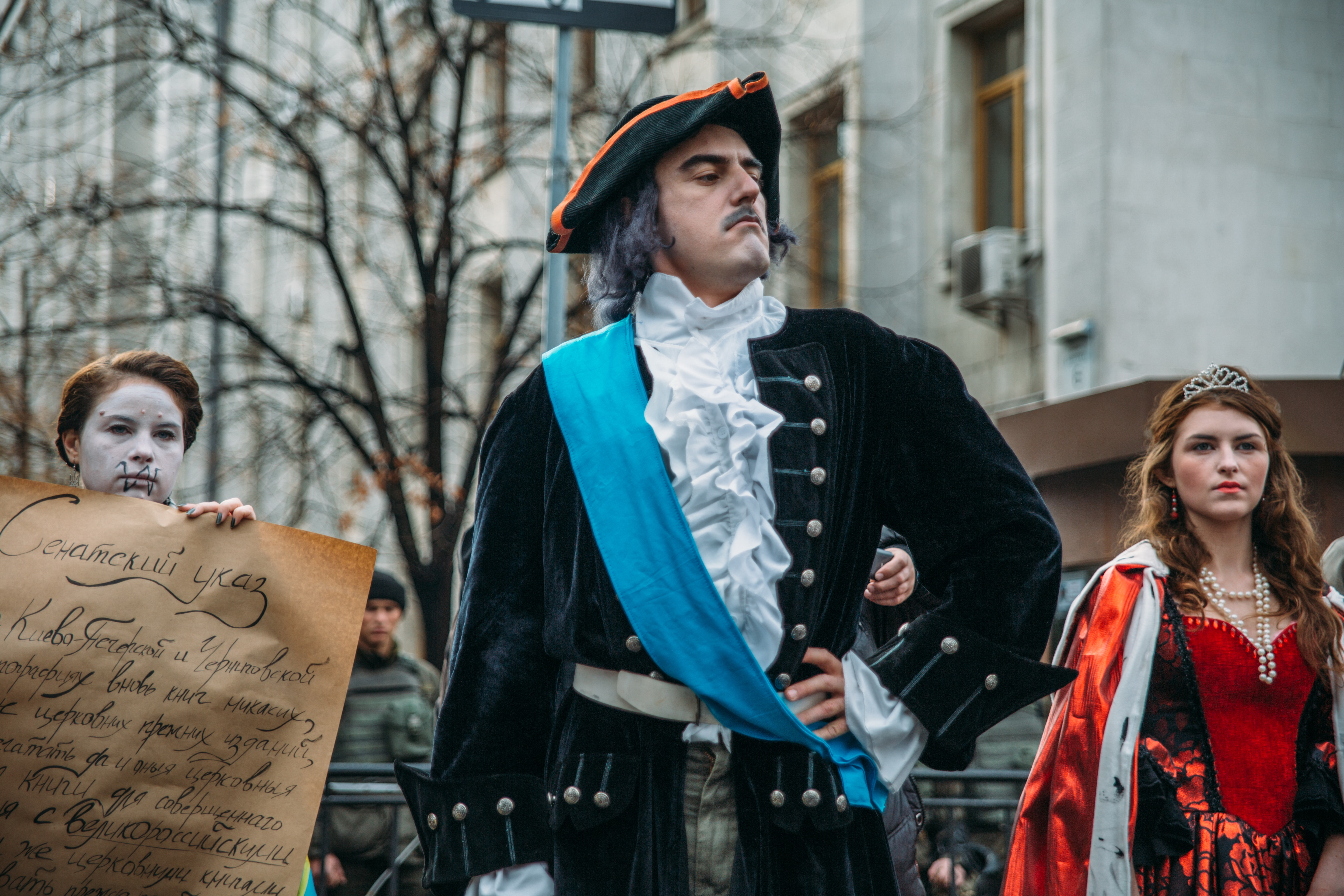
«Петро І» та імітація Сенатського указу 1720 року біля Адміністрації Президента України. Перформанс проти русифікації та з вимогою законодавчого захисту української мови, що був проведений рухом Відсіч у День української писемності та мови 2015 року

1720 року з'явився Сенатський указ про заборону книгодрукування українською мовою та вилучення українських текстів з церковних книг
Влада гетьмана була обмежена, а після смерті Івана Скоропадського (1722) Петро І не дозволив обрати його наступника. Контроль над державними справами України перейшов до Малоросійської колегії (1722), чим фактично було покладено край державній системі управління України. Спроба наказного гетьмана Павла Полуботка відстояти українську автономію привела до нових репресій: гетьман і вища старшина були кинуті до Петропавловської фортеці, де П. Полуботок помер (1724).
За Петра І десятки тисяч українських козаків і селян, посланих на будівництво фортець, каналів тощо, загинули від непосильної праці, хвороб і голоду. 104 версти Ладозького каналу були густо встелені трупами кільканадцяти тисяч українських козаків. «Вікно в Європу» — місто Санкт-Петербург (1703) зводилося на кістках тисяч українців.
Тарас Шевченко про нього писав: «це той перший, що розпинав нашу Україну».
Із Підгірців прихопив із собою погруддя Яна ІІІ Собеського та його дружини, які досі прикрашають собою його Літній палац у Петербурзі.

## Проголошення імперії

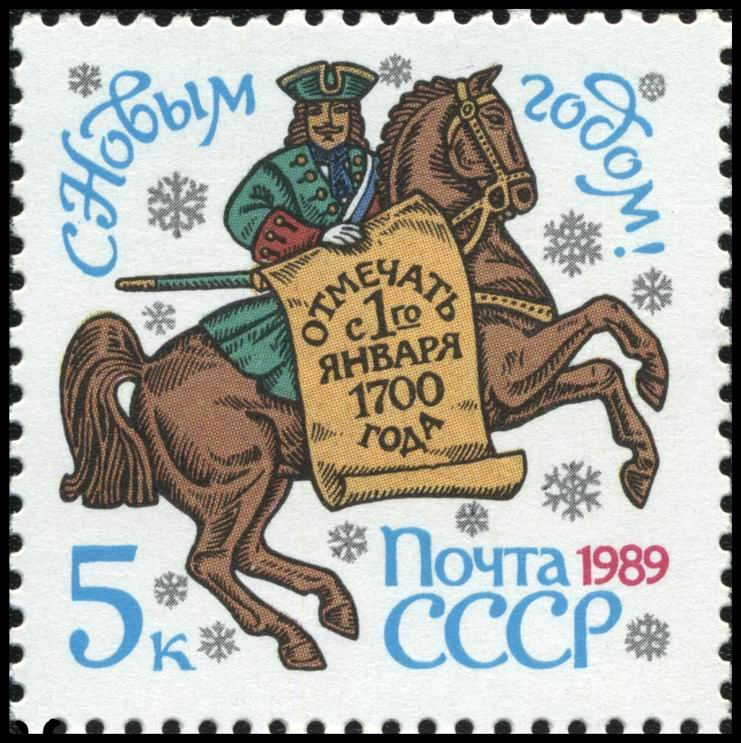
Петро І на поштовій марці СРСР

Після перемоги в Північній війні і укладення Ніштадтського миру у вересні 1721 року Сенат і Синод вирішили піднести Петру титул імператора всеросійського з наступним формулюванням: «як звичайно від римського сенату за знатні справи імператорів їх такі титули публічно ним в дар приношені і на статутах для пам'яті у вічні пологи підписані».
22 жовтня (2 листопада) 1721 року Петро I прийняв титул, не просто почесний, свідчення про нову роль Росії в міжнародних справах. Королівство Пруссія і Республіка Об'єднаних провінцій негайно визнали новий титул російського царя, Швеція в 1723, Османська імперія в 1739, Королівство Великої Британії і Габсбурзька монархія в 1742, Французьке королівство і Іспанія в 1745 і, нарешті, Річ Посполита в 1764 році.

## Смерть
За інформацією поданою лейблікарем Лаврентієм Блюментростом, вже в 44 роки, Петро І мав такі хвороби: хронічний бронхіт, хронічний коліт, хронічна ниркова недостатність, сечокам'яна хвороба, хронічний гепатит, артеріальна гіпертензія. Приписаної дієти і заборони вживання алкоголю Петро І не дотримувався. Єдине лікування, яке він застосовував — промивання мінеральними водами. Вів розгульний спосіб життя.
Петро I помер близько 6-ї ранку 8 лютого 1725 року. За офіційною версією (наближені до нього камер'юнкер Бухгольц, Феофан Прокопович) — помер внаслідок запалення сечового міхура (цистит), через що припинилося сечовипускання, яке породжувало сильний біль, тому перед смертю сильно кричав, можливо через розрив сечового міхура, якій міг відбутися при затримці сечі.

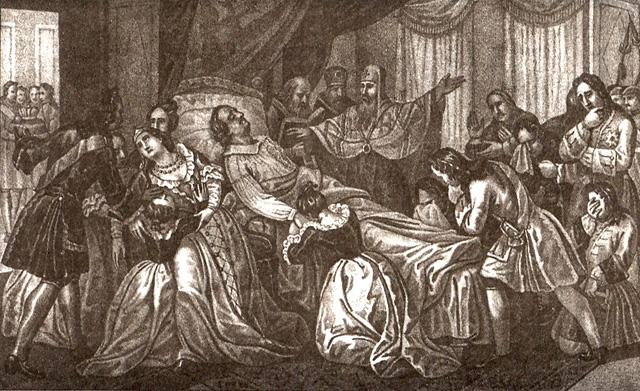
Смерть Петра I

Іншу версію «запустив» посол Франції при російському дворі Кампредон на основі інформації лікаря-італійця, який стверджував, що затримка сечовипускання пов'язана з «погано вилікуваним сифілісом». Її, зокрема, підтримував радянський науковець М. Покровський: через розпусний спосіб життя помер від ускладнень, які спричинила ця задавнена венерична хвороба, яку з 1696 по 1707 рік лікували препаратами ртуті. Таке лікування саме по собі було малоефективним і вкрай токсичним.
За версією Франсуа Вільбоа, який добре знав царя, той, ймовірно, хворів на гонорею, якою заразився від генеральші Чернишової десь 1721 року. Сильний біль при сечовипусканні, який згадують наближені до царя люди, є характерним для цієї хвороби.
Похований у Петропавлівському соборі Петропавлівської фортеці Санкт-Петербурга.

## Родина
1 Дружина — Євдокія Федорівна Лопухіна
Діти:
- Олексій (1690—1718) — спадкоємець російського престолу, вбитий з власного наказу Петра I,

2 Дружина — Марта Скавронська, згодом імператриця Катерина I;
Діти:
- Анна

- Єлизавета

(крім них 8 дітей Петра I померли в ранньому дитинстві).

## Титул
- Государ, Цар і Великий князь всієї Русії[джерело?]

- Повний титул царя[21]: рос. «Божиею милостию мы, Петр Первый, император и самодержец всеросийский, московский, киевский, владимирский, новгородский, царь казанский, царь астраханский, царь сибирский, государь псковский и великий князь смоленский, князь эстландский, лифляндский, карельский, тверской, югорский, пермский, вятский, болгарский и иных, государь и великий князь Новгород низовской земли, черниговский, рязанский, ростовский, ярославский, белоозерский, удорский, обдорский, кондийский и всей северной страны повелитель и государь иверской земли, карталинских и грузинских царей и кабардинской земли, черкасских и горских князей и иных наследный государь и обладатель»

## Оцінки

### Відомі люди
У різні часи критики давали діаметрально протилежні оцінки Петру І. Дехто оцінював його реформи як згубні для Росії. Інші історики захоплювалися ним, офіційна імперська історіографія називала його «Петро Великий».
Навпаки, офіційна радянська історіографія 1930-х років оцінювала діяльність Петра Першого таким чином:

| Як особистість, Петро I поєднував величезну волю, талант організатора і багату ініціативу з крайньої психічною неврівноваженістю, жорстокістю, запійним пияцтвом та нестримною розпустою. Низка буржуазних істориків ідеалізувала Петра I як представника «державності», замазуючи його темні сторони і неправильно вважаючи його царювання різким переломним моментом, в той час як воно лише чітко розвинуло тенденції, що накреслилися раніше [22]. Оригінальний текст (рос.) Как личность Петр I соединял огромную волю, талант организатора и богатую инициативу с крайней психической неуравновешенностью, жестокостью, запойным пьянством и безудержным развратом. Ряд буржуазных историков идеализировал Петра I как представителя «государственности», замазывая его темные стороны и неправильно считая его царствование резким переломным моментом, в то время как оно лишь отчетливо развило наметившиеся ранее тенденции. |
Ставлення радянської влади стало більш позитивним починаючи з 1940-х років. Зокрема, його знову почали називати «Великим».

| Характерними рисами П. I були розум, воля, енергія, широта поглядів, цілеспрямованість, допитливість, велика працездатність. Разом з тим він був запальний, жорстокий і безжальний, не зважав на інтереси і життя окремої особистості, не зупинившись перед смертним вироком навіть власному синові Олексію (1718). За всієї суперечливості своєї натури П. I увійшов до Росії як прогресивний державний і військовий діяч, який «... прискорював переймання західництва варварської Руссю, не зупиняючись перед варварськими засобами боротьби проти варварства» (Ленін В. І., Полн. зібр. тв., 5 видавництво, т. 36, с. 301)[23]. Оригінальний текст (рос.) Характерными чертами П. I были ум, воля, энергия, широта взглядов, целеустремлённость, любознательность, большая работоспособность. Вместе с тем он был вспыльчив, жесток и безжалостен, не считался с интересами и жизнью отдельной личности, не остановившись перед смертным приговором даже собственному сыну Алексею (1718). При всей противоречивости своей натуры П. I вошёл в историю России как прогрессивный государственный и военный деятель, который «... ускорял перенимание западничества варварской Русью, не останавливаясь перед варварскими средствами борьбы против варварства» (Ленин В. И., Полн. собр. соч., 5 изд., т. 36, с. 301). |
У листі послу Франції в Росії Людовик XIV так відгукувався про Петра:

| «Цей правитель виявляє свої прагнення турботами про підготовку до військової справи та про дисципліну своїх військ, про навчання та просвітництво свого народу, про залучення іноземних офіцерів й різного роду здібних людей. Цей образ дій і збільшення могутності, що є найбільшим у Європі, роблять його грізним для його сусідів і збуджують дуже ґрунтовну заздрість.» |
У Російській Федерації його вважають національним героєм.
Слова тобольського селянина Якова Солнишкова, сказані ним 1723 року, які часто цитують історики:

| «Рід царський пішов несамовитий… государ… Петро такий же розпусник, зжився з блудницею, простою шведкою, блудним гріхом, її за себе взяв, і ми за такого государя Богу не молимося…»[16] |

## Галерея

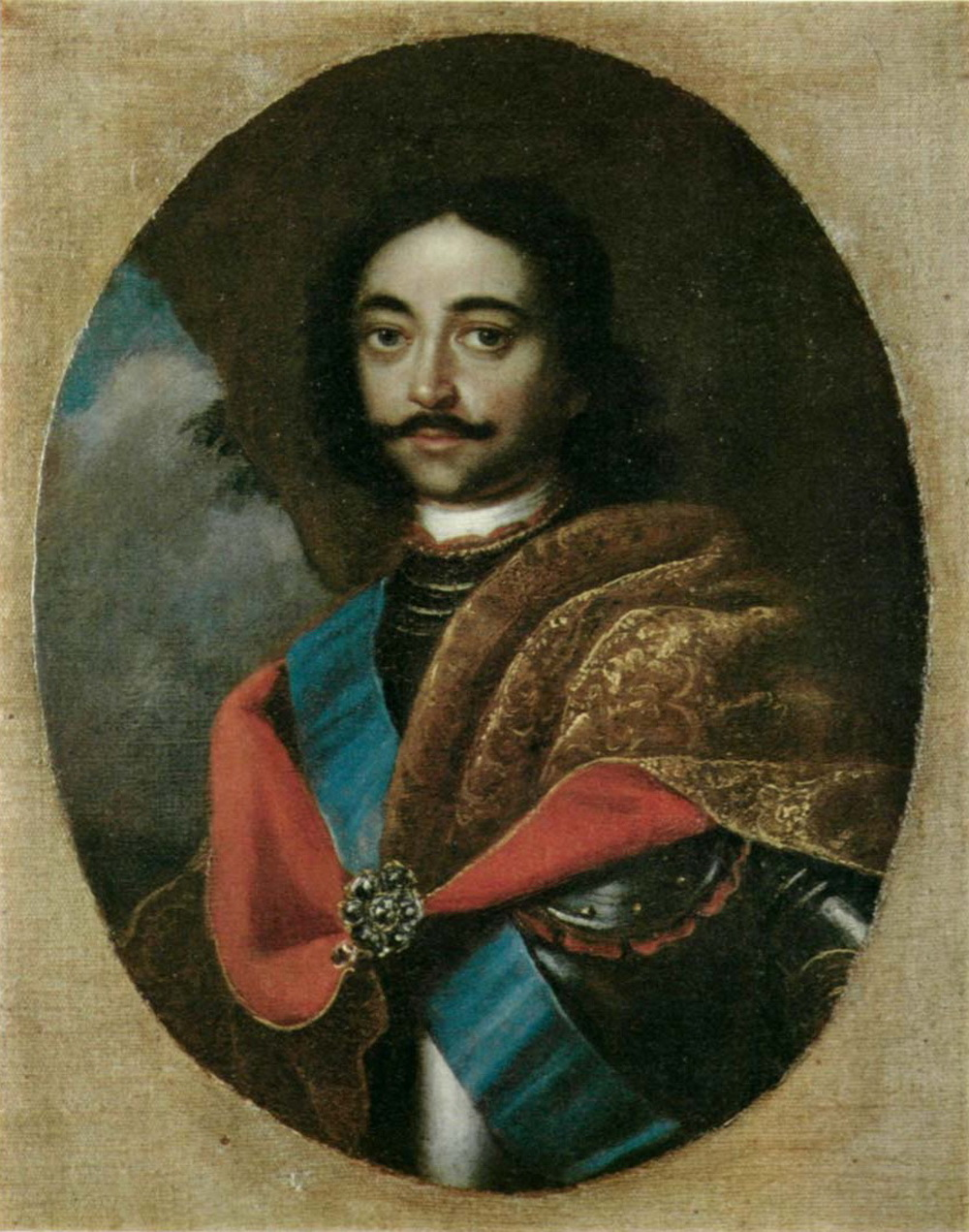
Іван Адольський. Портрет Петра І
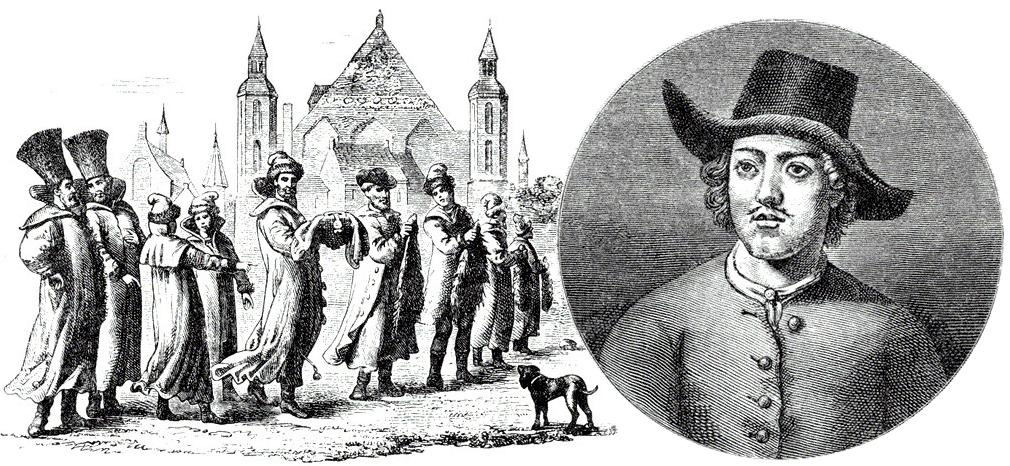
Велике московське посольство і Петро І в одязі нідерландського матроса
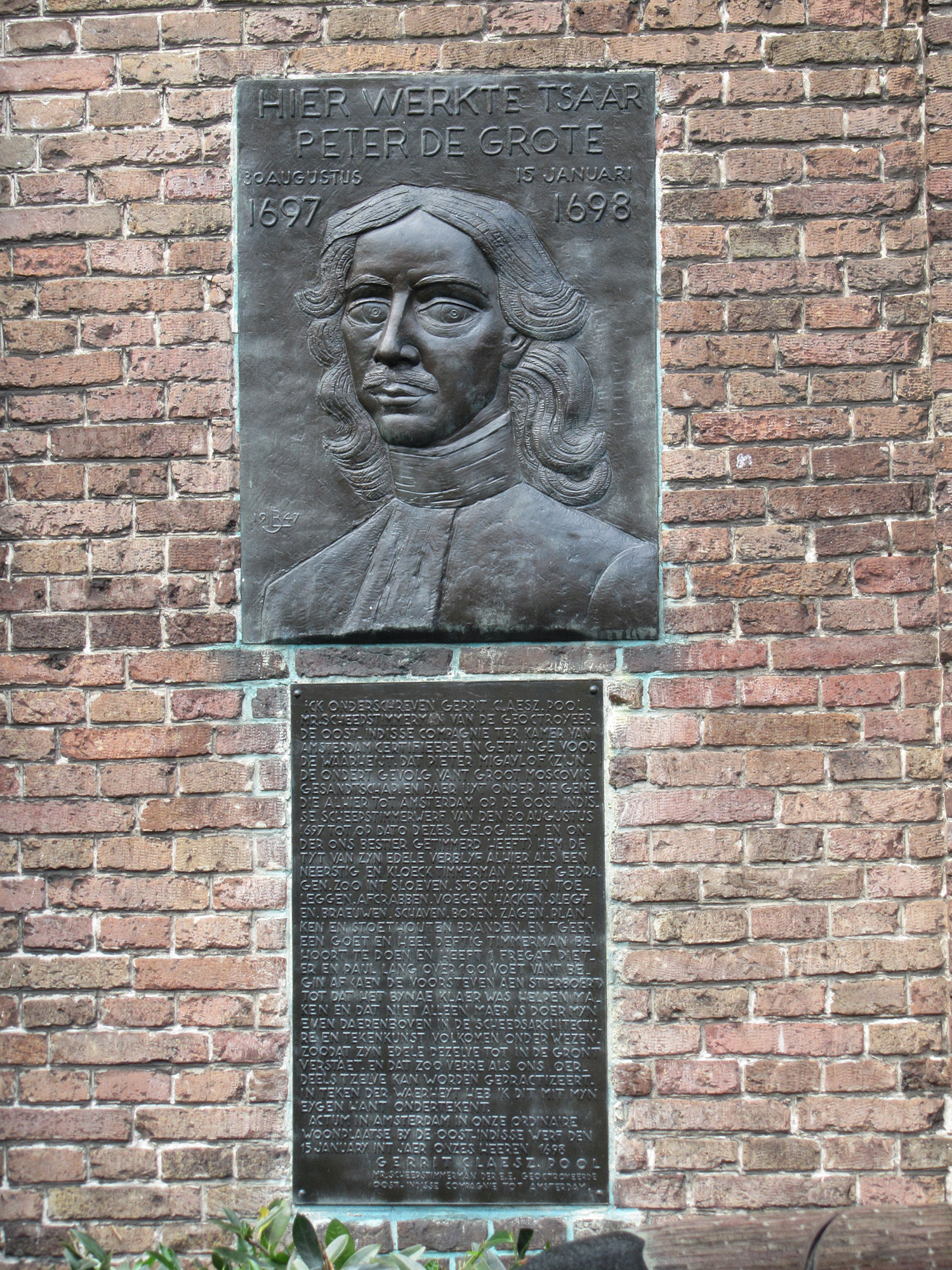
Меморіальна дошка Петрові І в Амстердамі
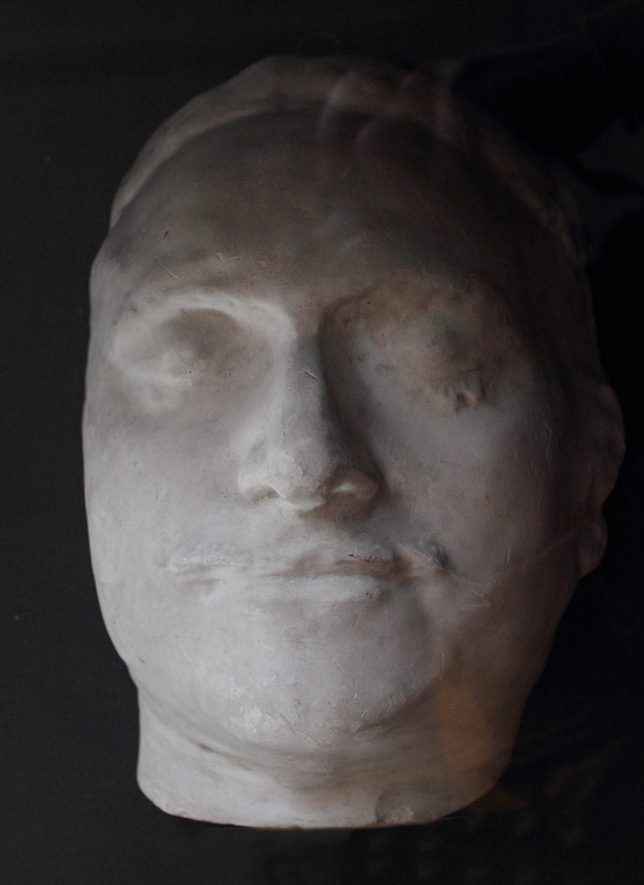
Посмертна маска Петра I
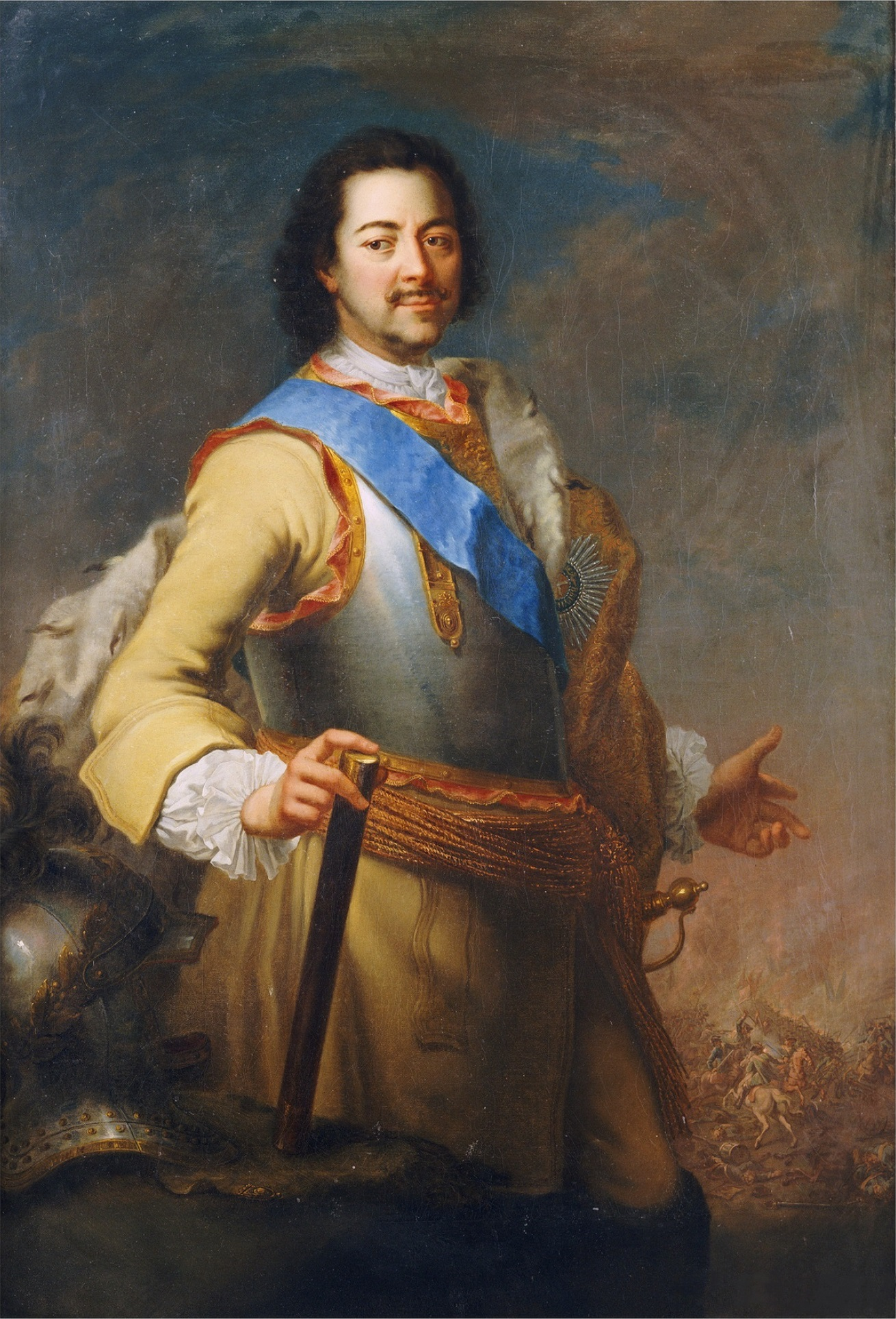
Марія Клементі. Петро І
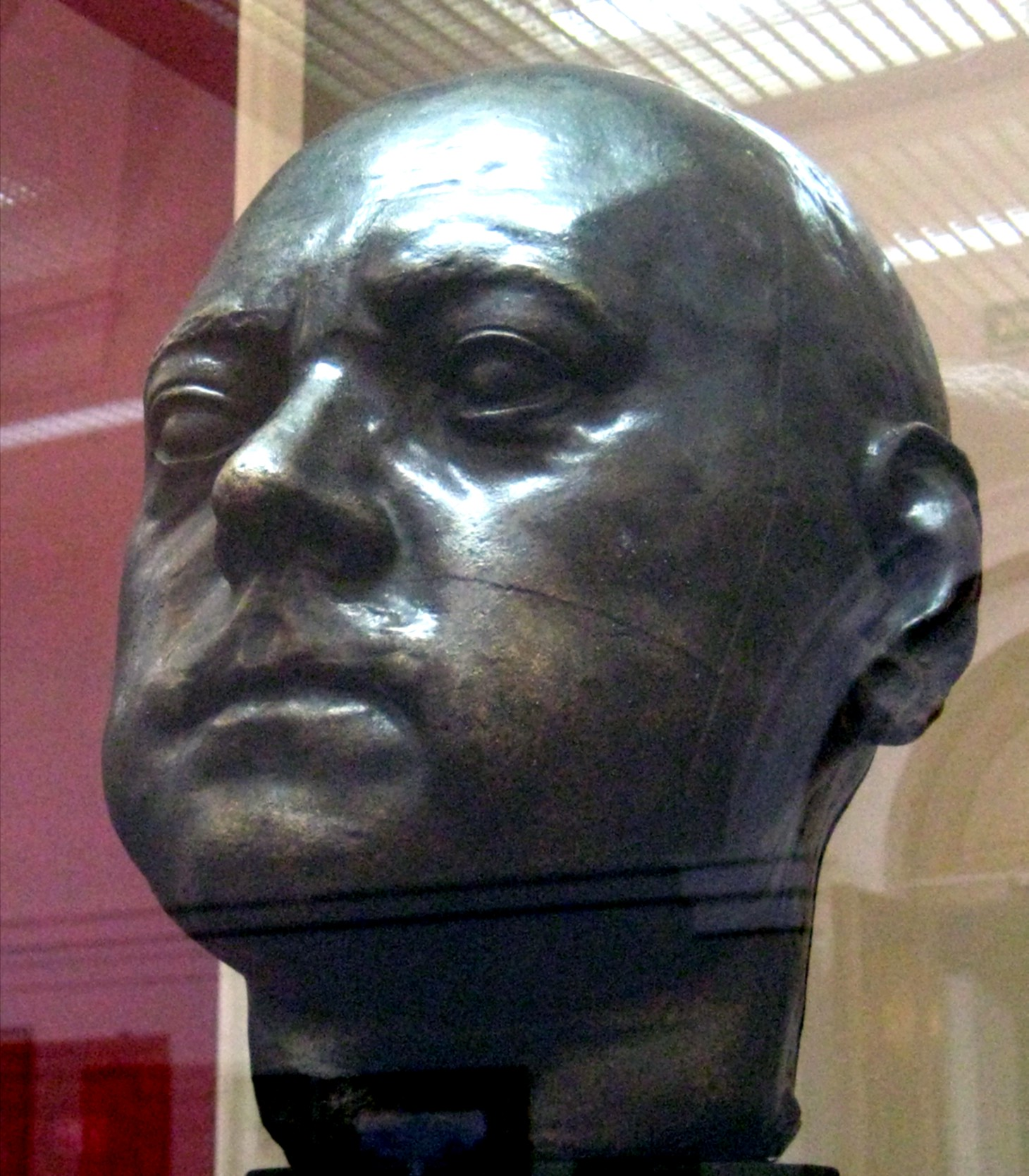
Скульптурна голова за посмертною маскою Петра Першого
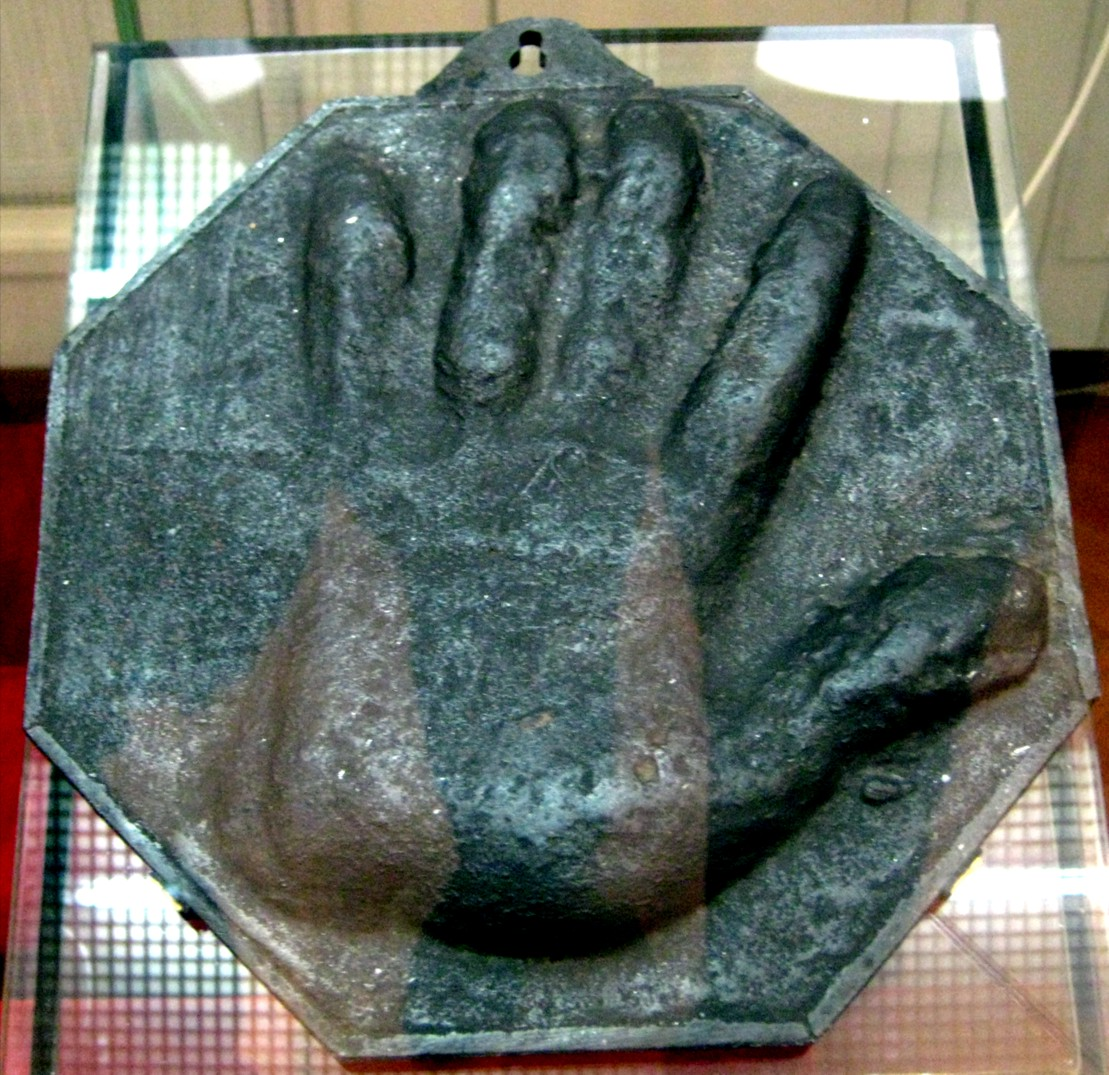
Зліпок руки Петра
Скульптура Петра I у Петропавлівський фортеці, Санкт-Петербург, Шемякін
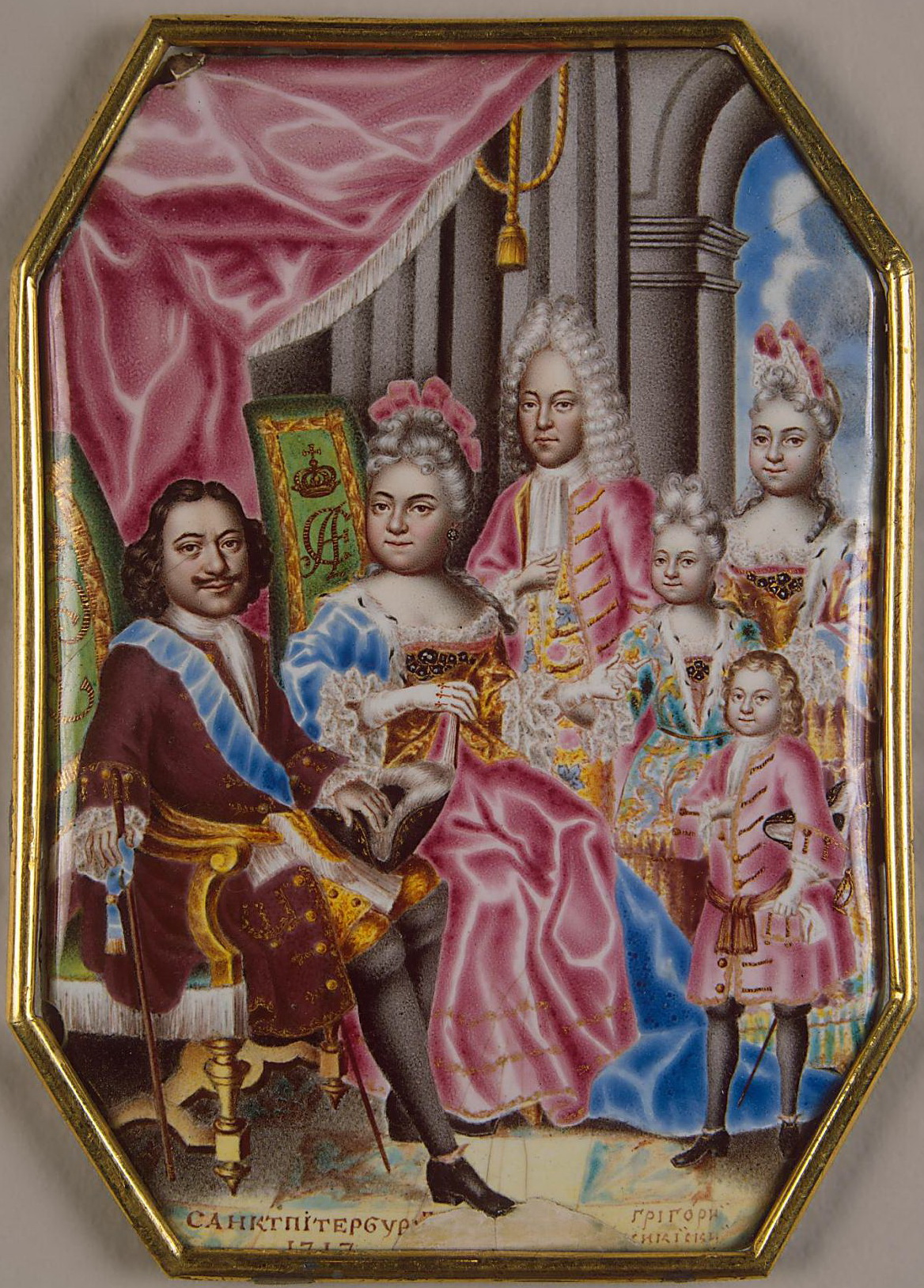
Портрет Петра I в родинному колі

### Монографії
- Анисимов, Е. В. Время петровских реформ. Ленинград, 1989.
- Анисимов, Е. В. Государственные преобразования и самодержавие Петра Великого в первой четверти XVIII века. Санкт-Петербург, 1997.
- Анисимов, Е. В. Петр Великий. Личность и реформы. Санкт-Петербург, 2009.
- Бушкович П. Петр Великий. Борьба за власть (1671—1725). Москва, 2008.
- Горобець, В. М. Присмерк Гетьманщини: Україна в роки реформ Петра I. Київ, 1998
- Милюков, П. Государственное хозяйство России в первой чверти XVIII столетия и реформа Петра Великого. Санкт-Петербург, 1892.
- Павленко, Н. И. Петр Великий. Москва, 1990 (2-е видання: 2010).
- Соловьев, С. М. Публичные чтения о Петре Великом. Москва, 1984.

### Довідники
- Горобець, В. М. Петро I // Енциклопедія історії України : у 10 т. / редкол.: В. А. Смолій (голова) та ін. ; Інститут історії України НАН України. — К. : Наукова думка, 2011. — Т. 8 : Па — Прик. — С. 186. — ISBN 978-966-00-1142-7.
- Горобець, В. М. Петро I // Політична енциклопедія. Київ: Парламентське видавництво, 2011.
- Сербіна, Н. Ф. Петро I // Українська дипломатична енциклопедія: У 2-х т. Київ: Знання України, 2004, Т.2.
- Петр I. Материалы для биографии. В пяти томах / М. М. Богословский ; под ред. и с предисл. В. И. Лебедева. — [М.]: Соцэкгиз, 1940—1948.